# Samuel Henry Kress
Samuel Henry Kress (23 de julio de 1863 – 22 de septiembre de 1955) fue un empresario y filántropo, fundador de la cadena de tiendas de todo a cinco y diez centavos S. H. Kress & Co. Gracias a su fortuna, Kress formó una de las principales colecciones de obras de arte del Renacimiento italiano y europeo creadas en el siglo XX. En las décadas de 1950 y 1960, la fundación creada por Kress donó 776 obras de arte de la colección Kress a los 18 museos de arte regionales de Estados Unidos.

## Biografía
Kress nació en el pueblo de Cherryville, cerca de Allentown, Pensilvania, siendo el segundo de los siete hijos de John Franklin Kress, comerciante minorista, y Margaret Dodson (de soltera, Conner). Sus hermanos fueron Mary Conner Kress, Jennie Weston Kress, Palmer John Kress, Claude Washington Kress y Prisa Harrison Kress. Otro hermano, Elmer Kress, murió diez días después de nacer. Kress nunca contrajo matrimonio ni tuvo hijos. Fue masón.
De muy joven, Kress trabajó en canteras de piedra. Inteligente, trabajador y precoz, consiguió acreditarse como profesor a los 17 años y comenzó a trabajar como maestro de escuela. Su primer trabajo fue como maestro de una clase de 80 estudiantes, por lo que recibía un salario de 25 dólares al mes. Cada día debía andar 3 millas (4,8 kilómetros) para llegar a la escuela.
En 1887, Kress abrió una papelería en Nanticoke, Pensilvania. A medida que el negocio fue prosperando, fue abriendo nuevas tiendas, bautizando a su cadena como "S. H. Kress & Co.", aunque acabaría siendo conocida popularmente como las tiendas "Kress Five and Dime" ("tiendas de diez y cinco centavos Kress"). A diferencia de muchos hombres de negocios de su época, que solo abrían sus tiendas en las grandes áreas urbanas, Kress situó acertadamente sus tiendas en ciudades más pequeñas pero con gran potencial de crecimiento, en 29 Estados distintos. Estas tiendas se convirtieron en la joya de muchas de estas ciudades, que apenas habían contado hasta entonces con un colmado o algún pequeño almacén. A mediados de la década de 1920, comenzó a vivir en un ático en el 1020 de la Quinta Avenida de Nueva York, la misma calle en la que se encuentra el Museo Metropolitano de Arte, que visitaba y al que contribuía regularmente. Fue un gran coleccionista de arte y creó una fundación para disponer de su vasta colección de arte.
Kress murió en 1955 y está enterrado en el Cementerio Woodlawn, en el Bronx, Nueva York.

## S. H. Kress & Co.

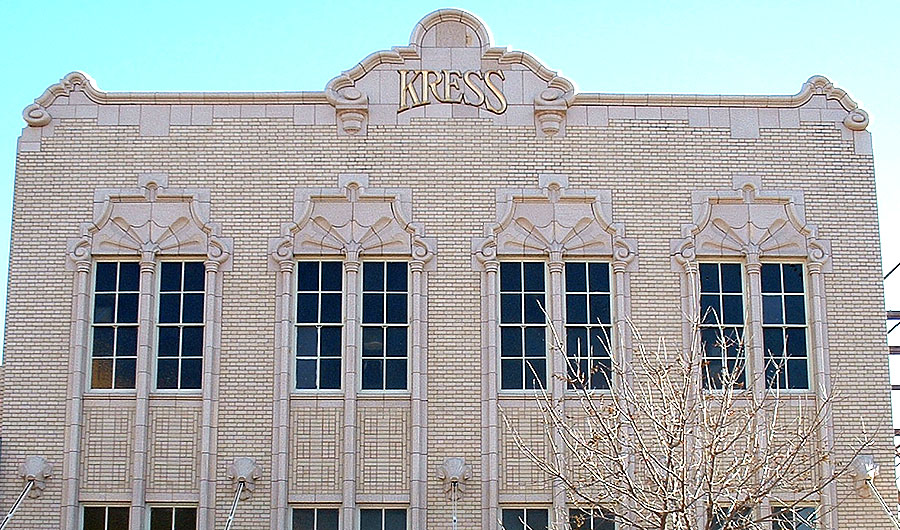
Un gran almacén Kress, con su diseño característico.

La "S. H. Kress & Co.", una cadena de grandes almacenes de venta al por menor de "todo a cien (cinco y diez centavos)", fue creada en Nanticoke, Pensilvania, por Samuel H. Kress en 1896. Con el tiempo, llegó a tener más de 200 establecimientos en todo el país, lo que convirtió a los almacenes Kress durante mucho tiempo en parte del paisaje de muchas ciudades y pueblos de los Estados Unidos. La cadena Kress era conocida por la excelente arquitectura de sus tiendas, muchas de las cuales fueron admiradas por los expertos gracias su diseño. Muchas de las antiguas tiendas Kress, destinadas ahora a otros usos, están reconocidas como lugares de interés. Entre las ubicaciones más conocidas de algunas de las tiendas Kress estaban la Quinta Avenida de Nueva York; Canal Street, en Nueva Orleans; o Hollywood Boulevard en Hollywood. En 1964, la propiedad de la "S. H. Kress & Co." pasó a Genesco, Inc. La compañía abandonó las tiendas en el centro de las ciudades y se trasladó a centros comerciales. Genesco comenzó la liquidación de la compañía y el cierre de las tiendas Kress en 1980.

## Fundación Samuel H. Kress
Kress fue el fundador y el presidente de la homónima Fundación Samuel H. Kress. Como amante del arte, fue adquiriendo, a través del marchante Joseph Duveen, una importante colección de pinturas y esculturas, principalmente de la escuela Barroca italiana. Por suerte para Kress, estas pinturas se consideraban "pasadas de moda" durante la época victoriana y eduardiana, por lo que pudo comprar muchas de ellas a precios relativamente bajos. En 1929 donó al gobierno italiano una importante suma de dinero para la restauración de muchos tesoros arquitectónicos de Italia. A partir de la década de 1930, Kress decidió ceder en vida buena parte de su colección de arte a museos de todo el país. Muchas de las pinturas fueron donadas a las mismas pequeñas ciudades en las que había hecho su fortuna con sus tiendas. En varios casos, sus donaciones se convirtieron en la base para la fundación de museos en lugares en los que, de otro modo, nunca podrían haberse adquirido obras de arte de tal importancia y calidad. 
El 17 de marzo de 1941, Kress y Paul Mellon hicieron una importante donación de obras de arte al pueblo de los Estados Unidos, lo que permitió la creación de la Galería Nacional de Arte en Washington D. C. El presidente Franklin D. Roosevelt aceptó el regalo en persona.
Actualmente, las obras maestras que Kress donó se considera que tienen un valor incalculable y la Fundación Kress ha concedido desde entonces millones de dólares a varias organizaciones e instituciones.

### Museos con donaciones importantes de la Fundación Kress
- Museo de Arte de Allentown, Allentown, Pensilvania (50 pinturas, 3 esculturas)
- Museo de Arte de Birmingham, Birmingham, Alabama (34 pinturas, 2 esculturas, 13 muebles, 4 piezas de artes decorativas)
- Museo de Arte de Columbia, Columbia, Carolina del Sur (46 pinturas, 2 esculturas, 11 esculturas de bronce, 9 muebles, 10 tapices)
- Museo de Arte de Denver, Denver, Colorado (46 pinturas, 4 esculturas)
- Museo de Arte de El Paso, El Paso, Texas (56 pinturas, 2 esculturas)
- Museo de bellas Artes de San Francisco, San Francisco, California (37 pinturas, 1 escultura)
- High Museum of Art, Atlanta, Georgia (29 pinturas, 3 esculturas, 13 muebles)
- Museo de Arte de Honolulu, Honolulu, Hawái (14 pinturas)
- Lowe Art Museum, Universidad de Miami, Coral Gables, Florida (44 pinturas, 3 esculturas)
- Museo de Arte de Memphis Brooks, Memphis, Tennessee (27 pinturas, 2 esculturas)
- Museo de Bellas Artes de Houston, Houston, Texas (30 pinturas)
- National Building Museum, Washington D. C.
- Galería Nacional de Arte, Washington D. C. (376 pinturas, 94 esculturas, 1307 esculturas de bronce, 38 dibujos)
- Museo Nelson-Atkins, Kansas, Misuri (14 pinturas, 2 esculturas)
- Museo de Arte de Nueva Orleans, Nueva Orleans, Luisiana (29 pinturas)
- Museo de Arte de Carolina del Norte, Raleigh, Carolina del Norte (73 pinturas, 2 esculturas)
- Museo Philbrook, Tulsa, Oklahoma (30 pinturas, 6 esculturas)
- Museo de Arte de Ponce, Ponce, Puerto Rico (15 pinturas)[2]
- Museo de Arte de Portland, Portland, Oregon (30 pinturas, 2 esculturas)
- Museo de Arte de Seattle, Seattle, Washington (33 pinturas, 2 esculturas)
- Museo Smart, Universidad de Chicago, Illinois (16 pinturas, 3 esculturas, 3 piezas de artes decorativas)[3]
- Museo de Arte de la Universidad de Arizona, Tucson, Arizona (60 pinturas, 3 esculturas)
- Galería de Bellas Artes de la Universidad de Vanderbilt, Nashville, Tennessee (12 pinturas)